# Джаррелл (Техас)
Джаррелл (англ. Jarrell) — місто (англ. city) в США, в окрузі Вільямсон штату Техас. Населення — 1753 особи (2020).

## Географія
Джаррелл розташований за координатами 30°48′34″ пн. ш. 97°36′46″ зх. д. / 30.80944° пн. ш. 97.61278° зх. д. (30.809451, -97.612826).  За даними Бюро перепису населення США в 2010 році місто мало площу 5,80 км², з яких 5,78 км² — суходіл та 0,02 км² — водойми.

## Демографія
Згідно з переписом 2010 року, у місті мешкали 984 особи в 317 домогосподарствах у складі 252 родин. Густота населення становила 170 осіб/км².  Було 356 помешкань (61/км²).
Расовий склад населення:
| - 85,8 % — білих - 1,5 % — чорних або афроамериканців - 0,4 % — корінних американців - 0,2 % — вихідців з тихоокеанських островів - 0,2 % — азіатів - 9,8 % — осіб інших рас |

До двох чи більше рас належало 2,1 %. Частка іспаномовних становила 37,4 % від усіх жителів.
За віковим діапазоном населення розподілялося таким чином: 30,9 % — особи молодші 18 років, 59,9 % — особи у віці 18—64 років, 9,2 % — особи у віці 65 років та старші. Медіана віку мешканця становила 32,2 року. На 100 осіб жіночої статі у місті припадало 108,0 чоловіків;  на 100 жінок у віці від 18 років та старших — 111,8 чоловіків також старших 18 років.
Середній дохід на одне домашнє господарство  становив 76 067 доларів США (медіана — 55 469), а середній дохід на одну сім'ю — 82 304 долари (медіана — 62 708). Медіана доходів становила 40 694 долари для чоловіків та 35 000 доларів для жінок. За межею бідності перебувало 4,3 % осіб, у тому числі 9,9 % дітей у віці до 18 років та 0,0 % осіб у віці 65 років та старших.
Цивільне працевлаштоване населення становило 526 осіб. Основні галузі зайнятості: освіта, охорона здоров'я та соціальна допомога — 24,9 %, роздрібна торгівля — 14,6 %, науковці, спеціалісти, менеджери — 14,1 %.